# FC Fyn
Der FC Fyn (deutsch: FC Fünen, kurz: FCF) war ein dänischer Fußballverein aus Odense, der am 1. Juli 2006 durch eine Fusion der drei Vereine B 1909 Odense, B 1913 Odense und Dalum IF gegründet wurde. Der Verein trug seine Heimspiele im Odense Atletikstadion, ehemalige Spielstätte von B 1909 und B 1913, aus.
Die Vereinsfarben waren dunkelblau-bordeaux.
Nach seiner Gründung wurde der FC Fyn in die 2. Division Pulje Vest, die dritthöchste Liga im dänischen Fußball, eingestuft. In der Saison 2008/09 gelang ihnen als Tabellenerster der Aufstieg in die 1. Division. Nach zwei Jahren musste das Team wieder absteigen, jedoch gelang ihnen der sofortige Wiederaufstieg.
Am 31. Januar 2013 meldete der Verein Konkurs an und zog sich vom Spielbetrieb zurück.